# Анн Іларіон граф де Турвіль
Анн Іларіон де Константен де Турвіль (24 листопада 1642 — 1701) — французький адмірал, маршал Франції.

## Життєпис

### Молоді роки
Народився у маєтку Манше (Нормандія) у родині графа Сезара де Турвіля та Люсі де Ларошфуко. Походив з родини нормандських нобілей. З дитинства полюбляв море й невдовзі став вивчати морську справу. Продовжив навчання на мальтійському фрегаті у Середземному морі. 1659 року в Марселі він найнявся на каперське судно, яке діяло у Середземномор'ї. Після цього служив на мальтійських та венеціанських кораблях.
Тут він здобув необхідний досвід й повагу. Коли навесні 1667 року він повернувся до Франції, то був з честю прийнятий у Версалі королем Людовиком XIV. Його призначили командиром 44-гарматного корабля «Круасан». У 1669 році у складі ескадри герцога де Бофора Турвіль здійснив експедицію на Кандію (о. Крит).
У 1671 році здійснив похід проти Туніс. Після цього брав участь у франко-голландській війні 1672—1678 років. Флагманським кораблем став Soleil Royal (1670).

### Магрибські походи
У 1682 році де Турвіль отримав звання генерал-лейтенанта, його разом з Дюкеном призначили знищити берберійських піратів Алжиру та Триполі. В складі флоту Дюкена Анн де Турвіль брав активну участь у двох походах французького флоту проти Алдира у 1683 та 1684 роках. Після повернення до Франції Дюкена де Турвіль 6 квітня 1684 року уклав з алжирським деєм мирний договір на 100 років.
Після цього Турвіль брав участь у бомбардуванні Генуї, а потім й Триполі. Весь цей час він підкорявся Аврааму Дюкену.
Після смерті Дюкена де Турвіль до 1688 року очолював французьку ескадру, яка діяла біля берегів Північної Африки та боролася з піратами, зокрема марокканськими.

### На чолі флота
З початку Орлеанської війни Франції з Англією та Голландією у 1689 році де Турвіль повертається до Бресту. тут його призначають віце-адміралом. 10 липня 1690 року Анн де Турвіль вщент розбив англо-голландський флот біля миса Бічі-Хеда. З 60 кораблів у супротивника залишилося лише 15. Французький адмірал переслідував англійців до Даунса (Англія). Після цього захопив місто Торбей, знищивши судна у гавані. Так було встановлено французьке панування на морі.
Новим завданням де Турвіля стала підтримка військ Стюартів в Ірландії, де тривала війна з армією оранжистів. За 1691 рік де Турвіль провів близько 100 суден до Ірландії, надуривши англійського адмірала Е.Расселя, який вважав, що Турвіль стоїть у Бресті. Після цього Турвіль зайнявся охороною французьких караванів, що йшли з колоній.
Кампанія 1692 року була не зовсім вдалою. Внаслідок дій морського міністерства Франції флот було розділена між Атлантикою та Середземним морем. Маючи лише 68 кораблів проти 96, де Турвіль вирішив у бретонських гаванях чекати на повернення ескадри з Середземного моря. Проте накази короля змусили його вийти з безпечних вод. 29-31 травня 1692 року відбулися бої біля ла-Хога, внаслідок чого французький флот було знищено вщент.
Ця невдача не змінила довіри Людовика XIV до Анна де Турвіля. 27 березня 1693 року він став маршалом Франції, кавалером ордена Святого Людовика. Його призначили командувати середземноморською ескадрою. У травні 1693 року біля миса Сан-Вінсенті він зустрівся з англійським флотом. Деякий час суперники маневрували. Врешті-решт 27 червня відбулася вирішальна битва — флот Англії було знищено. Турвіль захопив 3 кораблі та 46 суден, а 64 знищив.
У 1694 році Турвіль керував флотом у боях з іспанцями біля Паламоса та Барселони. Він допоміг армії оволодіти Барселоною та Каталонією.
З початком війни за іспанську спадщину французький король знову запросив де Турвіля на службу, проте 29 травня цього ж року він помер. Після цього флот очолив маркіз Шато-Рено.